# Karin de Laval
Karin Sofia Elisabeth de Laval, nata Ljung (Vimmerby, 16 novembre 1894 – Karlavägen, 11 dicembre 1973) è stata una traduttrice e agente letteraria svedese, specializzata nelle traduzioni dall’italiano, russo, tedesco, inglese, francese allo svedese.
Divenne molto popolare per aver fatto conoscere la letteratura italiana, in particolare neorealista, in Svezia, contribuendo ad attirare l’attenzione su autori come Alberto Moravia, Alba de Cespedes, Aldo Palazzeschi, poi affermatisi nel mercato editoriale svedese negli anni quaranta, cinquanta e sessanta: essa influenzò la costruzione del canone letterario italiano in Svezia. Grazie ai rapporti amichevoli con molti dei più influenti autori italiani, ottenne i diritti dei loro libri, che poi vendette a editori svedesi, norvegesi e danesi, divenendo agente letteraria in tutta la Scandinavia. Il segretario permanente dell'Accademia di Svezia, Anders Österling, la definì sul quotidiano Stockholms-Tidningen il 22 settembre 1950 "la traduttrice che ha lavorato con tanta energia per far conoscere meglio qui la moderna letteratura italiana".
La critica ritiene che il declino del successo della letteratura italiana in Svezia negli anni settanta sia, in parte, dovuto anche alla sua scomparsa e al fatto che, dopo di lei, le traduzioni di libri italiani furono affidate a traduttori occasionali con esiti più o meno felici.

## Biografia
Nacque a Vimmerby, un piccolo paese a circa 300 km a sud di Stoccolma, in Svezia, il 16 novembre 1894.
Si laureerò in russo presso l'Università di Uppsala e, successivamente, viaggiò durante gli anni della rivoluzione russa a San Pietroburgo con la Croce Rossa.
Nel 1919 sposò a Norrköping l’ingegnere civile Hjalmar de Laval, che negli anni trenta lavorava a Roma presso una filiale italiana dell’azienda Bolinder AB, importando motori.
Negli anni trenta i coniugi de Laval si stabilirono nel loro appartamento in Corso Vittorio Emanuele a Roma, dove vissero fino al divorzio del 1950.
Karin de Laval frequentò a Roma il salotto letterario della scrittrice Maria Bellonci, dove conobbe molti scrittori italiani dei quali sarebbe poi divenuta agente letteraria e soprattutto traduttrice: già dalla fine degli anni venti aveva tradotto, saltuariamente, alcuni autori, ma è proprio negli anni trenta che iniziò a dedicarsi con maggiore intensità alla sua opera di traduzione, occupandosi di brevi testi di autori russi, italiani e francesi.
Negli anni quaranta, la letteratura italiana acquisì popolarità in Svezia. Il successo è stato ascritto, più in generale, a tre fattori: l’aumento, a partire dal 1941, delle pubblicazioni librarie in Svezia; la proficuità e vitalità della letteratura italiana nell’immediato dopoguerra, fino alla fine degli anni cinquanta; lo sviluppo in Svezia di mezzi per  promuovere le voci letterarie straniere, come riviste, collane editoriali, giornali e quotidiani e mediatori, tra cui, appunto Karin de Laval.
Nel 1946 Karin de Laval fu assunta come rappresentante dell’agenzia italiana Agenzia Letteraria Internazionale, ma la collaborazione iniziò presto a scricchiolare, e nel 1954 si interruppe, anche grazie all’ascesa di un’altra traduttrice che all’epoca stava acquistando popolarità, Karin Alin. La somma dei libri tradotti da Karin Alin e Karin de Laval è superiore alla metà dei titoli italiani pubblicati in Svezia tra gli anni quaranta e settanta.
La crescente concorrenza per opzioni e incarichi di traduzione ha portato Karin de Laval a investire sempre più nella traduzione di racconti per quotidiani e riviste, il che ha fatto conoscere il suo nome anche a una cerchia più ampia di lettori di pagine culturali. Tuttavia, il suo carattere aspro compromise il suo rapporto con molti editori italiani.
La sua vita finì in modo tragico: l’11 dicembre 1973 scoppiò un incendio nel suo appartamento di Karlavägen e morì prima che i vigili del fuoco potessero spegnerlo: con lei scomparvero gran parte del suo patrimonio e del materiale che oggi sarebbe molto utile per la ricerca letteraria dell’epoca (lettere con altri scrittori, fotografie, manoscritti).
È sepolta nel boschetto commemorativo all’interno del cimitero Skogskyrkogården a Stoccolma.

## Il rapporto con Alberto Moravia
Il 7 aprile 1941 Alberto Moravia scrisse a Bonniers, un grande editore svedese, un telegramma che diceva: "vorrei sogni del pigro tradotto mia amica karin delaval". Iniziò così una collaborazione tra lo scrittore italiano e Karin de Laval, che tradusse molte sue opere, tra cui Gli indifferenti e Agostino, rendendolo celebre in Svezia: Karin de Laval rimase la traduttrice svedese di Moravia fino alla sua morte. I due furono legati da un rapporto di lavoro e di amicizia, ed entrambi videro accrescere il proprio successo in Svezia l’uno grazie all’altro.
In una lettera alla scrittrice italiana Alba de Céspedes, raccontò che durante l’occupazione nazista di Roma nel 1943 mandò il marito, Hjalmar de Laval, in città a cercare i suoi amici Corrado Alvaro e sua moglie, che erano già riusciti a fuggire. Il marito trovò invece la coppia di scrittori Alberto Moravia ed Elsa Morante e offerì loro protezione nel suo appartamento: “[la] signora Morante che stava insieme con Alberto Moravia tre giorni nella mia casa nascosti, durante l’invasione tedesca; ho fatto il mio marito sulla mia preghiera, era andato per cercare Alvaro, come avevo pregato, ma Alvaro era già fuggito, invece ha trovato Moravia con la moglie erranti sulle strade e li ha ospitato tre giorni nella nostra casa.”
L’episodio è raccontato anche da Moravia: “Tornai a casa, dissi a Elsa: “Bisogna scappare.” Lei disse: “Dove andiamo?” “Andiamo dal marito della mia traduttrice svedese, quello nessuno lo sospetta.” "Era uno svedese importatore di motori per motoscafi e andammo da lui”.
Nel quotidiano svedese Aftonbladet Moravia nel 1945 la definì una "traduttrice famosa e abile".

## Il rapporto con Elsa Morante
Karin de Laval aveva, peraltro, un carattere molto aspro, che le inimicò molti editori italiani, i quali si rifiutarono di offrirle alcune traduzioni, come quella di L’Isola di Arturo di Elsa Morante: questa scrittrice aveva richiesto espressamente di far tradurre il romanzo alla de Laval, ma l’editore gliela sconsigliò, scrivendo che “una seccatrice impenitente, che scrive lettere ingiuriose quando non riesce a trattare un libro e, in complesso, si rende spiacevole a tutti. Ragion per cui da anni noi non trattiamo più con Lei – specie dopo che ho saputo che i due più grandi editori svedesi tendono solitamente a non acquistare i libri se debbono passare sotto le forche caudine della buona signora”. Elsa Morante decise di non affidarle la traduzione.

## Il rapporto con Aldo Palazzeschi
Karin de Laval tradusse numerose opere di Aldo Palazzeschi, del quale era anche amica, tra cui Lumachino, Le sorelle Materassi e Roma, di cui, dopo la pubblicazione in Svezia, chiese di visionare la versione in francese, per confrontarla con la propria. Domandò anche all’autore informazioni sulla stesura della commedia teatrale tratta dal romanzo, in modo da valutare se potesse essere adatta per i teatri svedesi.
In una lettera del 6 agosto 1955, Albero Perrini scrisse ad Aldo Palazzeschi di aver ricevuto da Karin de Laval – definita come una “brava Vichinga” dall’“ingenuità nordica” - una lettera “nel suo solito frettoloso e barbarico italiano”, con cui chiedeva informazioni sulla costruzione di cera che compare nel romanzo.
La traduttrice suggerì all’autore di sopprimere un inutile capitolo di “Roma” sulla massoneria intitolato “Il palazzo del numero 3”, consiglio poi accolto da Palazzeschi che nell’edizione del 1960 eliminò integralmente il capitolo.

## L’antologiaCarosello di narratori svedesi
Karin de Laval si adoperò per far conoscere la letteratura svedese in Italia, tramite l'antologia Carosello di narratori svedesi pubblicata nel 1961. In questa antologia di racconti, di cui è stata curatrice, vengono presentati ai lettori italiani autori come: Stig Dagerman, Willy Kyrklund, Sara Lidman, Stina Aronson e Eyvind Johnson.

## Autori tradotti

### Dall’italiano
Karin de Laval tradusse le opere dei seguenti autori italiani: Luigi Pirandello, Corrado Alvaro, Alba de Céspedes, Dacia Maraini, Alberto Moravia, Aldo Palazzeschi, Carlo Levi, Mario Soldati, Vitaliano Brancati, Mario Tobino, Paride rombi, Mario Pomilio, Ugo Pirro, Franco Solinas, Luigi Pirandello, Grazie Deledda, Massimo Bontempelli, Giovanni Verga, Eugenio Montale, Domenico Rea, Carlo Còccioli, Giuseppe Marotta, Giovanni Papini, Drederigo Tozzi, Dino Buzzati, Giuseppe Prezzolini, Luigi Santucci, Benito Mussolini, Giuseppe Mazzini, Giuseppe Garibaldi, Luigi Malerba, Matilde Serao, Ennio Flaiano, Giuseppe Ungaretti, Carlo Goldoni.

### Dal russo
Karin de Laval tradusse le opere dei seguenti autori russi: Ivan Majskij, Mikhail Sholochov, Alexei Tolstoy.

### Dal francese
Karin de Laval tradusse le opere dei seguenti autori francesi: Émile Zola, Guy de Montpassant, Michel de Saint Pierre.

### Dal tedesco
Karin de Laval tradusse le opere dell’autore austriaco di Arthur Schnitzler.

### Dall’inglese
Karin de Laval tradusse le opere dell’autore inglese Arturo Barea.

## Premi e riconoscimenti
- 1951 – Borsista della Lotteria dei Libri
- 1967 - Ordine al merito sovietico.
- 1970 - Premio per la traduzione dell'Accademia svedese
- 1971 – Premio letterario del quotidiano Vi